# التهاب المنصف
التهاب المنصف (بالإنجليزية: Mediastinitis)‏هو التهاب الأنسجة في منتصف الصدر، ويمكن أن تكون إما حادة أو مزمنة (Chronic fibrosing mediastinitis).

## الأسباب
في أغلب الحالات يكون سبب الإصابة ناتجة عن عدوى، وفي الأغلب بسبب وجود ثقب في المرىء، وأيضاً في بعض الحالات قد يكون السبب بعد عملية القلب المفتوح التي تتطلب شق القفص الصدري عند عظم القص. وفي النادر قد يكون السبب يعود إلى مضاعفات الإصابة بعدوى صعبة في الفم أو البلعوم. وفي الحالات الحادة من التهاب المنصف يكون السبب هو الضغط على الوريد الأجوف العلوي وانسداده، مما يؤدي لنشوء ما يعرف «بمتلازمة الوريد الاجوف العلوي». يؤدي الضغط على المسالك الهوائية (التنفسية) إلى صعوبة في التنفس وإلى السعال.

## العلاج
في أغلب الحالات لا يوجد حاجة للعلاج، حيث يختفي الالتهاب المنصف تلقائيًا. أما في الحالات الشديدة بالبداية يكون العلاج بالمضادات الحيوية وفي بعض الأحيان قد تكون هنالك حاجة لاجراء عملية جراحية أو ادخال دعامة إن كان جوف القصبة قد تَضيّق. وفي الالتهاب المنصف المزمن عادة ما يكون التشخيص إشعاعي وعلاجه مازال مثيرا للجدل إلى حد ما، ويمكن أن يشمل المنشطات أو العمل الجراحي للأوعية المتضررة.

## وصلات خارجية
- -6684651 في مفكرة المُمارِس العام
- Mediastinitis في المكتبة الوطنية الأمريكية للطب نظام فهرسة المواضيع الطبية (MeSH).

- Derailed: Living with Fibrosing Mediastinitis Book
- LivingwithFM.org
- The FM Project
- Fibrosing Mediastinitis
- The FM Project
- My FM Life - A Personal Journey